# Процесс над «Омладиной»
Процесс над «Омладиной» (чеш. Proces s Omladinou) — политический судебный процесс, проходивший в 1893—94 годах в Праге, в то время, когда город переживал беспрецедентные уличные беспорядки и насилие.
Часть осуждённых, были политическими активистами из лагеря Прогрессивного движения — чешской политической молодёжной организации, которая стремилась повлиять на политику в Австро-Венгрии в пользу введения всеобщего избирательного права, а также выступала за расширение национальных прав чехов. Другие же имели мало общего с какой-либо политической организацией. Наряду с настоящими политическими активистами в этом процессе были осуждены и люди, которые больше походили на обычных смутьянов. Сама же организация «Омладина» никогда не существовала, а была лишь плодом работы сфабрикованных, полицией, показаний обвиняемых и свидетелей.

## История
17 мая 1893 года, была завершена последняя попытка принятия так называемой «Пунктации» (чеш. Punktace, или Венские пунктации чеш. Vídeňské punktace, плана состоявшего из 11 пунктов (нем. Punkte) 1890 года и направленного на чешско-австрийского соглашение по примеру Австро-венгерского соглашения), который должен был разрешить чешско-немецкие национальные споры путем фактического разделения провинциального управления на чешские, немецкие и смешанные области и, таким образом, по сути, разделить традиционное королевство Богемия. В июне 1893 года Социал-демократическая рабочая партия Австрии организовала крупные демонстрации за введение всеобщего избирательного права. Однако с 1892 года в связи с нарастающим политическим кризисом в чешских землях участились как незаконные демонстрации, так и публичные подстрекательства, а также столкновения с полицией. От демонстративного пения национальных песен беспорядки переросли в попытки снести статую святого Яна Непомуцкого, в масштабное столкновение с отрядами полиции на Ольшанском кладбище. Участились также случаи осквернения государственного герба, а также распространения листовок, содержание которых описывалось как антигосударственное или изменническое.
Количество демонстраций и других антирежимных мероприятий заставило полицию предположить, что эти события кем-то централизованно курируются и организуются. Полиция несколько раз получала информацию о существовании тайной чешской антигосударственной молодежной организации из анонимных донесений, первый раз это произошло уже в 1888 году. Хотя достоверность этих сообщений так и не были подтверждены, оно, тем не менее, заставило пражское полицейское управление проявить осторожность при выдаче разрешений на создание молодежных организаций. Так, в 1892 году была запрещена пролетарская просветительская организация «Чехославянская омладина» (чеш. Českoslovanská omladina). «Омладина» было популярным названием различных молодежных организаций в то время, и в одной только Праге их существовало несколько одномоментно. Существовал также весьма радикальный журнал под названием «Омладина». Благодаря этому название «Омладина» стало подозрительным для государственного аппарата, и чешским окружным губернаторам был разослан циркуляр с предупреждением о необходимости следить за объединениями с таким названием.
Предположение о существовании тайной организации подтверждалось и тем фактом, что листовки изготавливались на копировальном аппарате, так называемом гектографе, который в то время был сравнительно дорогим устройством, к тому же находившимся под контролем государства и мог быть приобретен только при наличии специального разрешения от полиции. Этот незаконно удерживаемый аппарат был фактически обнаружен во время обыска в доме Яна Циглосера, одного из участников демонстраций. Во время обыска был также изъят личный дневник Циглосера, в котором тот записывал свои наблюдения о политической жизни пражской молодёжи, которую тот называл «омладиной». Следователь Вацлав Олич интерпретировал эти записи как подтверждение существования тайной организации под названием «Омладина». 

### Расследование
Широкомасштабные празднования дня рождения императора Франца Иосифа I, которое всегда проводилось в Праге на день раньше, 17 августа, на этот раз не увенчались успехом. Молодые радикалы использовали их для демонстрации своих требований об улучшении национальных прав чехов, однако также появились плакаты против правящей династии и правительства. Демонстранты кричали и заглушали военный оркестр на официальной церемонии на Староместской площади, а затем прошли по улице Целетной, выкрикивая лозунги, словесно оскорбляя императора и разбивая окна ресторана «У австрийского императора» и вывески аристократического казино. После этих событий началось масштабное расследование и аресты. 
Поскольку признаки сопротивления государственной системе все еще сохранялись, 12 сентября 1893 года в Праге и прилегающих районах было объявлено военное положение с усилением полицейского надзора и цензуры прессы. К моменту объявления военного положения в тюрьме уже находились 36 предполагаемых молодёжных активистов, а с 12 сентября к ним присоединилось ещё много других, включая ряд известных деятелей и политиков, таких как Алоис Рашин, Станислав Костка Нейман и Франтишек Модрачек. Полицейские репрессии в Праге привели к распространению антигосударственных настроений в сельской местности.
Один из участников августовской демонстрации, Рудольф Мрва, стал важным свидетелем стороны обвинения. На основании его показаний были арестованы и допрошены несколько человек. Среди них были и совсем молодые люди, самому младшему из которых было 16 лет. Во время допросов следователи часто путались, называли другие имена людей, которые впоследствии также были арестованы, а также подтверждали существование объединения «Омладина». Однако сохранившиеся материалы не подтверждают, что они имели в виду нечто большее, чем образовательное объединение. Был также арестован Антонин Хольцбах, бывший председатель подготовительного комитета образовательного общества «Чехославянская омладина», запрещённого полицейскими органами в 1892 году. Хольцбах не отрицал своего президентства, но отрицал, что ассоциация ушла в подполье после того, как ей отказали в разрешении. Также использовалась информация о подготовительном комитете в Жижкове, в который входил Франтишек Модрачек. Однако из-за полицейских мер это общество так и не было создано.
Общественность узнала об этом процессе из проносимых из тюрьмы тайных сообщений, а арестованных также посещали многие чешские политики, в том числе Томаш Гарриг Масарик. О процессе также говорили на заседании Рейхсрата. В ходе допросов обвиняемый Алоис Рашин указал следователю Оличу на очевидные нарушения закона в ходе процесса. Так называемую «медвежью услугу» арестованным оказал младочешский депутат Йозеф Герольд, который по просьбе Рашина выступил с речью в Рейхсрате, в которой защищал арестованных, но также косвенно признал существование тайного общества.

### Процесс
Несмотря на явные сомнения в правдивости показаний Рудольфа Мрвы, ранее обвинявшегося в лжесвидетельстве, а также сомнения в отношении другого свидетеля обвинения, Франтишека Легнера, также обвинявшегося в хищении 216 гульденов, дело в конечном итоге было передано в суд. В то же время существовала возможность освобождения из-под стражи под залог, чем могли воспользоваться многие, особенно известные общественности люди, в том числе Алоис Рашин, за которого залог внёс его отец, в то время гораздо более известная личность. Председателем уголовной коллегии был Ян Крчмарж, советник Верховного земельного суда, который выступал по вопросу о чешских националистических устремлениях примирительно и проявил себя как беспристрастный судья на процессе. 
23 декабря молодыми радикалами был убит ключевой свидетель по делу Рудольф Мрва. Однако это уже не могло помешать судебному разбирательству. Слушание в земском суде в Праге началось 15 января 1894 года, причем суд воспользовался преимуществами, предоставленными ему введённым военным положением в городе. Окончательные приговоры были вынесены 21 февраля 1894 года. Из 76 обвиняемых 8 были оправданы, а остальные 68 были приговорены в общей сложности к 96 годам тюремного заключения. Самому младшему было 16 лет, а самому старшему — 31 год. Большинство из них были моложе 20 лет.
Среди осужденных были, например, политики Алоис Рашин, Карел Станислав Сокол, Йосеф Шкаба, поэт Станислав Костка Нейман, братья Антонин и Алоис Гайновы, Вацлав Чижек, Алоис Чижек младший и Антонин Православ Веселы. Осуждённых в основном переводили в недавно созданную тюрьму в Борах в Пльзене. Позже в Верховный судебный и кассационный суд была подана так называемая «иск о недействительности» (ложный иск), в которой указывалось на нарушения и противозаконность процесса. Однако жалоба была отклонена.
Судебный процесс над активистами «Омладины» был связан с рядом других судебных процессов в период действия пражского военного положения. Помимо нескольких приговоров за правонарушения в сфере прессы, был также вынесен приговор убийцам свидетеля Рудольфа Мрвы, а также приговор двум шестнадцатилетним юношам из Праги, которые называли себя группой «Месть чехов». Оба купили два кинжала и сели на поезд в Вену, с целью убить членов австрийского правительства. В Вене оба были арестованы прямо на вокзале и были приговорены к 12 годам тюрьмы.

## Амнистия
Настроение в чешском обществе оставалось тревожным. Смерть осужденного Франтишека Дуды, переданного семье с последней стадии туберкулёза, вызвала общественное возмущение. В связи с отменой военного положения было принято решение об амнистии и для остающихся в заключении заключённых. В октябре 1895 года в тюрьмах содержалось всего 14 человек. Амнистия была подтверждена императором, и 4 ноября 1895 года те были освобождены. Против амнистии выступил Алоис Рашин, утверждая, что если они были ошибочно осуждены на суде по сфабрикованным обвинениям, то сейчас они не могут быть амнистированы. Однако никто из других осужденных к его протесту не присоединился.
Вацлав Чижек, психологически подавленный пребыванием в одиночной камере, через два дня после освобождения из тюрьмы Бор купил револьвер, из которого трижды выстрелил в себя на Вацлавской площади вечером 7 ноября. От полученных ранений тот скончался на следующий день.